# 法瀧院
法瀧院（ほうりゅういん）は、山口県周南市皿山町にある寺院。

御詠歌：東雲に　瑠璃の灯　輝きて　みちびき救う　七色の虹

## 歴史
創建は比較的新しい。戦後の動乱期に無常を感じた高塚覚道師が、吉野山に修行の場を求めて入峯、霊験を得て一宇を購入したのが始まりという。

## 前後の札所
中国四十九薬師霊場
23  渓月院 -- 24 法瀧院 -- 25 月輪寺